# تامی استروناخ
تامی استروناخ (زاده ۳۱ ژوئیهٔ ۱۹۷۲ میلادی، تهران، ایران) یک رقصنده و بازیگر اسراییلی آمریکایی است. او از پدر و مادری اسراییلی و اسکاتلندی در تهران متولد شد. پدر او دیوید استروناخ یک باستان‌شناس معروف بود که در دانشگاه کالیفرنیا برکلی کار میکرد. دیوید با همسر خود روث وادیا که یک باستانشناس اسراییلی بود در تهران آشنا شد. آن‌ها بعد از آن به زودی ازدواج کردند و تامی فرزند دوم آنان بود. خانواده او در زمان انقلاب ایران به اسراییل رفتند و سپس به آمریکا مهاجرت کردند. تامی در کودکی در چندین فیلم به عنوان بازیگر کودک ظاهر شد. در بزرگسالی او رقص را به صورت حرفه‌ای دنبال کرد و در تیم رقص اسراییل حضور داشت.